# Aparell elèctric
|  | No s'ha de confondre amb Dispositiu electrònic. |

Un aparell elèctric, o dispositiu elèctric, és un aparell que, per complir una tasca, utilitza l'energia elèctrica modificant-la de forma més o menys simple per augmentar-la, reduir-la, transformar-la en un altre tipus, mitjançant resistències, condensadors, transformadors, o controlant-la mitjançant elements com ara relés, termòstats, temporitzadors mecànics, etc.
Un llum incandescent que transforma l'electricitat en llum o els electrodomèstics són exemples d'aparells elèctrics.

D'acord amb la Directiva 2002/96/CE del parlament Europeu i del Consell de data 27 de gener de 2003 (Diari Oficial de la Unió Europea 13.2.2003) sobre residus d'aparells elèctrics i electrònics (RAEE), es consideren 'Aparells Elèctrics i Electrònics' (AEE):
«tots els aparells que per a funcionar correctament necessiten corrent elèctric o camps electromagnètics, i els aparells necessaris per generar, transmetre i mesurar aquests corrents i camps pertanyents a les categories indicades a l'annex I A i que estan destinats a utilitzar-se amb una tensió nominal no superior a 1.000 volts en corrent altern i 1.500 volts en corrent continu»  (article 3, Definicions).
La potència elèctrica d'un aparell elèctric és la quantitat d’energia que consumeix en la unitat de temps.
Si considerem que els primers aparells elèctrics utilitzaven electricitat estàtica (generadors electroestàtics), la màquina de fricció d'Otto von Guericke el 1662 és probable que fos el primer aparell elèctric. Abans d'aquesta màquina, només hi ha hipòtesis arqueològiques com la bateria de Bagdad, sense evidències sòlides que s’utilitzés per generar electricitat.
En cas d'aparells que manipulen informació mitjançant circuits i senyals complexos utilitzant components electrònics com díodes, transistors, condensadors, resistències i circuits integrats, els tractarem com a dispositius electrònics.